# Taylor Lake Village (Texas)
Taylor Lake Village es una ciudad ubicada en el condado de Harris en el estado estadounidense de Texas. En el Censo de 2010 tenía una población de 3544 habitantes y una densidad poblacional de 1.044,54 personas por km².

## Geografía
Taylor Lake Village se encuentra ubicada en las coordenadas 29°34′29″N 95°3′19″O / 29.57472, -95.05528. Según la Oficina del Censo de los Estados Unidos, Taylor Lake Village tiene una superficie total de 3.39 km², de la cual 2.91 km² corresponden a tierra firme y (14.12%) 0.48 km² es agua.

## Demografía
Según el censo de 2010, había 3544 personas residiendo en Taylor Lake Village. La densidad de población era de 1.044,54 hab./km². De los 3544 habitantes, Taylor Lake Village estaba compuesto por el 91.62% blancos, el 2.23% eran afroamericanos, el 0.28% eran amerindios, el 3.61% eran asiáticos, el 0.03% eran isleños del Pacífico, el 0.87% eran de otras razas y el 1.35% pertenecían a dos o más razas. Del total de la población el 7.36% eran hispanos o latinos de cualquier raza.

## Transporte
La Autoridad Metropolitana de Tránsito del Condado de Harris (METRO) gestiona servicios de transporte.

## Educación
El Distrito Escolar Independiente de Clear Creek gestiona escuelas públicas.